# ジョニー・キルベーン
ジョニー・キルベーン（Johnny Kilbane、1889年4月18日 - 1954年5月31日）は、アメリカ合衆国の元プロボクサー。オハイオ州クリーブランド出身。元世界フェザー級王者。

## 来歴
1912年2月22日、怪物王者エイブ・アッテルから20回判定勝ちで世界フェザー級王座を獲得。同王座は、ジミー・ウォルシュ、ジョニー・ダンディーらを相手に4度防衛。11年4か月と言う長期間、同王座を保持した。1923年6月2日、ユージン・クリキに6回KO負けで王座から陥落し、引退した。

## 通算戦績
143戦49勝(24KO)6敗7分1無効80無判定